# Amatersko prvenstvo Francije 1965
Amatersko prvenstvo Francije 1965 v tenisu.

## Moški posamično
Fred Stolle :  Tony Roche  3-6, 6-0, 6-2, 6-3

## Ženske posamično
Lesley Turner :  Margaret Smith  6-3, 6-4

## Moške dvojice
Roy Emerson /   Fred Stolle :  Ken Fletcher /  Bob Hewitt 6–8, 6–3, 8–6, 6–2

## Ženske dvojice
Margaret Smith /  Lesley Turner Bowrey :  Françoise Dürr /  Janine Lieffrig 6–3, 6–1

## Mešane dvojice
Margaret Smith /  Ken Fletcher :  Maria Bueno /  John Newcombe  6–4, 6–4